# Josef Böhm (geodet)
Josef Böhm (21. srpna 1907 Opava – 19. srpna 1993 Praha) byl český geodet a kartograf. Vykonal mnoho pro rozvoj československé geodézie a kartografie; byl autorem cenných vědeckých prací a učebnic, respektovaným i oblíbeným u studentů, jež vyučoval, mladých vědeckých pracovníků, jimž ochotně poskytoval pomoc, právě tak jako u kolegů.

## Životopis

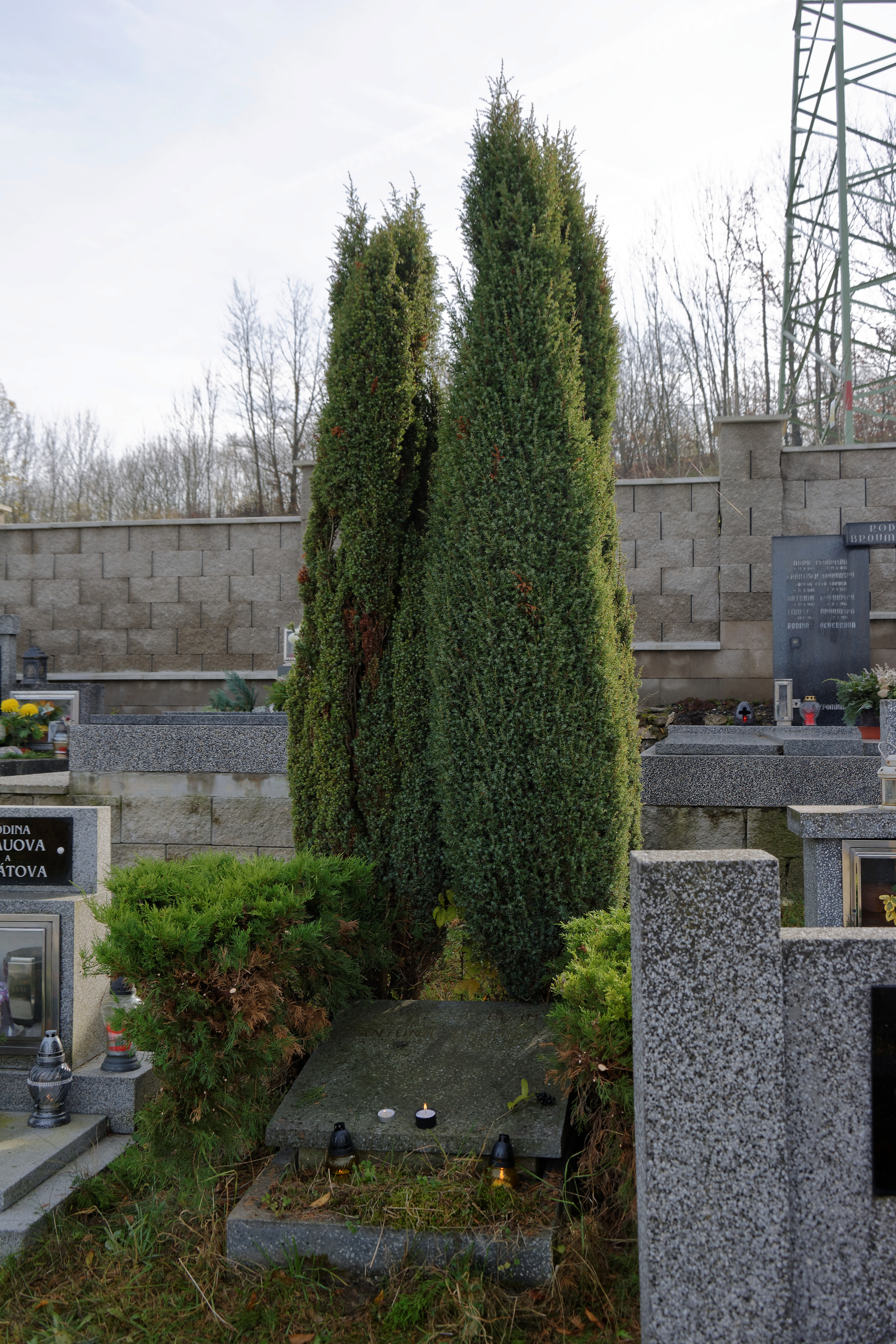
Náhrobek profesora Josefa Böhma ve Vráži u Berouna.

Narodil se jako syn poštovního úředníka v Opavě. Tam také studoval a maturoval s vyznamenáním na reálném gymnáziu. Již tehdy vynikal zejména v matematice, fyzice a dalších přírodních vědách. Zeměměřické studium absolvoval na ČVUT v Praze v letech 1926 až 1929. Jeho zájem vzbuzovaly zejména odborné teoretické disciplíny: matematická kartografie, vyšší geodézie a vyrovnávací počet. Již během studia, které ukončil s vyznamenáním, mu nabídl prof. Fiala místo asistenta na svém ústavu. Mladý inženýr Böhm však nabídku nepřijal; více jej lákala praktická činnost v terénu.

### Praxe
Po ukončení vojenské služby byla první jeho praxe u katastrálního měřického úřadu ve Frývaldově (dnešní Jeseník). Hornatý okres vyhovoval jeho sportovnímu založení a práce v tehdejším převážně německém prostředí přispěla k jeho zdokonalení v němčině. Poté v letech 1932–1937 u katastrálního měřického úřadu v Opavě při podrobném mapování území Hlučínska a Ostravska. Při práci věnoval velkou pozornost teoretickým problémům a v roce 1935 obhájil na ČVUT doktorskou disertační práci, jejímž tématem bylo studium obrazu geodetické křivky v konformním zobrazení. Od roku 1935 také publikoval v odborných geodetických časopisech.
Při obhajobě doktorské práce vzbudil Böhm zájem přítomného přednosty Ústřední triangulační kanceláře v Praze Josefa Křováka, který ho v roce 1937 povolal do své kanceláře, kde pracoval až do roku 1945. Tuto svou činnost při budování geodetických základů ČSR považoval za nejšťastnější období svého života. Práce v triangulační kanceláři přinášela řadu podnětů k výzkumu. Ukládané náročné úkoly nutily Böhma k teoretickému studiu a vedly i k jeho odbornému růstu.
V prvých letech byl pověřen vyrovnáním triangulační sítě I. řádu, při kterém zavedl přesnější a ekonomičtější výpočetní postup v rovinném zobrazení Československa a vypracoval metodiku transformací souřadnic. Dále byl postaven před úkol vybudovat nové oddělení nivelace, v jehož rámci zaměřil pořad základní nivelační sítě Praha – České Budějovice. V dalších letech observoval na řadě bodů triangulační sítě a byl posléze jmenován vedoucím oddělení pro budování nové astronomicko-geodetické sítě. V letech 1942–1943 se podílel na budování srovnávací geodetické základny v pražské oboře Hvězda. Vedl měření geodetické základny u Poděbrad a v Postupimi.
Böhm neprováděl měření v terénu mechanicky. Bedlivě si všímal vlivu terénu a atmosférických poměrů jako systematických faktorů působících na výsledky měření. Již tehdy došel k názoru, v té době velmi modernímu, že podstata měření je především fyzikální a statistická. Uvědomoval si, že nestačí pouze mechanické matematické zpracování výsledků měření, ale že jsou nutné i teoretické rozbory a praktické zkušenosti k vypracování optimální metody měření a k jejímu dalšímu zpracování pro dosažení nejvyšší možné přesnosti.

### Působení na VŠ v Brně
Své poznatky a informace o budování nové základní sítě pravidelně publikoval a přednášel v rámci tehdejšího Spolku inženýrů a architektů. Tak byl v roce 1945 ihned po znovuotevření vysokých škol požádán o zorganizování geodetického studia na Vysoké škole technické v Brně, která se následkem války ocitla bez učitelského sboru. Ing. Böhm úkol v krátké době zdárně splnil. V roce 1946 byl jmenován profesorem pro obor vyšší geodézie a matematické kartografie. Tehdy také obhájil habilitační práci na ČVUT Zákony přenášení měřických chyb v trigonometrických sítích.
Na VŠT působil šest let jako vedoucí katedry geodézie, kartografie a topografie. V letech 1947–1948 uskutečnil řadu studijních cest do Itálie, Francie, Švýcarska, Skandinávie a Polska. Získal mnoho poznatků, studijního materiálu a literatury, navázal cenné osobní kontakty s předními evropskými i světovými geodety. V následujícím období věnoval mnoho úsilí psaní učebních textů. Např. jeho Vyrovnávací počet z roku 1948, snad jako první na světě, obsahoval již korelační analýzu. Velký vědecký i praktický zájem vzbudily jeho další práce Vyšší geodézie, Matematická kartografie a monografie o přesné nivelaci, o transformaci souřadnic, o metronomii a další.
Personální a technické vybavení geodetického oboru na VŠT v Brně vedlo nakonec k rozhodnutí ministerstva školství zrušit geodetické studium v Praze a soustředit je pro české země v Brně. To však nebylo realizováno, naopak v roce 1951 byla s výjimkou stavební fakulty zrušena VŠT v Brně a její pracoviště bylo základem pro vybudování Vojenské technické akademie (VTA). Na osobní žádost gen. Lomského, tehdejšího velitele VTA se ujal prof. Böhm organizace a vedení katedry geodézie, kartografie a topografie, ve které byl celý obor soustředěn. Byla to největší katedra na VTA, zahrnovala i astronomickou observatoř, fotogrammetrickou laboratoř a kartoreprodukční oddělení se 60 učiteli a zaměstnanci.

### ČVUT
Po dvou letech na VTA byl prof. Böhm vyžádán ministerstvem školství od ministerstva národní obrany a ustanoven děkanem nově zřízené zeměměřické fakulty na ČVUT v Praze (která fungovala v letech 1953-1960). Zde byl současně pověřen vedením katedry kartografie, později pak i vyšší geodézie. Funkce si vyžadovala mnoho úsilí a času. Pro tehdejší potřeby praxe bylo nutno zřídit čtyři specializace studia a vybavit je potřebnými laboratořemi, zejména vybudovat laboratoř kartoreprodukce. Došlo k většímu a oboustranně užitečnému sepětí školy a praxe. Zeměměřická fakulta pořádala pro potřeby praxe semináře o nových přístrojích a metodách měření, mnohdy s až 400 účastníky, praxe naopak vypomáhala v přístrojovém vybavení školy. V roce 1957 v rámci jubilea 250 let ČVUT byla uspořádána mezinárodní geodetická konference. Funkci děkana prof. Böhm vykonával šest let, do roku 1960, kdy byla zeměměřická fakulta sloučena s dalšími oborovými stavebními fakultami v komplexní fakultu inženýrského stavitelství.
Po sloučení zůstal prof. Böhm vedoucím katedry vyšší geodézie a věnoval se další vědecké práci, především teorii měření s uplatněním statistických metod, což byla průkopnická práce bez domácích nebo zahraničních předloh. Jeho dvoudílné skriptum (1958–1959) a celostátní učebnice (1964) Vyrovnávací počet dávaly podněty mnoha začínajícím vědeckým pracovníkům v ČSSR. Přednesené referáty na mezinárodních konferencích a četné články v zahraničních časopisech vzbudily pozornost světové geodetické veřejnosti. Téměř každoročně přednášel prof. Böhm na zahraničních vysokých školách jako hostující profesor o novém pojetí teorie měření.
V roce 1955 dosáhl hodnosti doktora věd. Obdržel státní vyznamenání „Za vynikající práci“, zlatou Felberovu medaili a další čestná uznání od různých vysokých škol a vědeckých institucí.
Prof. Böhm plnil i mnohé funkce mimo školu. Byl členem mnoha vědeckých rad a expertem různých čs. škol a institucí: FSv Bratislava, Národní komitét geodetický a geofyzikální při ČSAV, Čs. metrologický ústav (Bratislava i Praha), Ústav teorie merania pri SAV Bratislava, VÚGTK Praha, VÚGTK Bratislava a další. Zapojil se intenzivně i do mezinárodní a geofyzikální spolupráce v rámci komisí KAPG. Zastupoval ČSSR na mezinárodních konferencích nejvyšší úrovně.
V roce 1971 byl v důsledku normalizace zbaven vedení katedry a všech funkcí ve vědeckých radách škol a vědeckých ústavů a v mezinárodních institucích. Ve věku 65 let v roce 1972 odešel prof. Böhm do důchodu, zůstal však nadále externím členem své katedry. První semestry ještě přednášel své disciplíny, dovedl své aspiranty k úspěšnému obhájení disertací. I v důchodu neztratil kontakt s katedrou, vedl každoročně diplomní práce, účastnil se vytváření koncepcí výuky, nových vydání učebnic, oponoval disertační práce a výzkumné zprávy, lektoroval odborné články.

### Sportovní činnost
Böhm pokládal za velmi významnou část svého života sportovní a tělovýchovnou aktivitu, která mu pomáhala odpočívat po náročné práci.
Od mládí byl výkonným všestranným sportovcem. Na gymnáziu byl oporou lehkoatletického a plaveckého družstva. Jako student založil v Opavě první plavecký klub a po létech mu SK Slezan Opava udělil čestné uznání „Zakladatel českého plavectví na Opavsku“. Při studijních cestách v cizině vystoupil na Mont Blanc a Matterhorn, navštívil norské ledovce, sestoupil do kráteru Etny apod. V pětapadesáti letech obdržel od Federace alpinismu v Moskvě diplom a odznak „Alpinista SSSR“ za výstup na Kazbek (5040 m). 68. narozeniny oslavil druhým výstupem na Mont Blanc. Jako děkan zeměměřické fakulty byl iniciátorem sportovního dění na fakultě. Vedl kanoistický oddíl, přičemž jako padesátiletý byl třetí v kanoistickém maratonu Budějovice–Praha. Pravidelně navštěvoval lyžařský a plavecký výcvik studentů a dělalo mu potěšení změřit s nimi síly v běžeckém závodě na lyžích nebo předvádět uplavání 50 m pod vodou. Při vedení zájezdu na orientační závod do NDR roku 1965 se ho zúčastnil v kategorii mužů starších 50 let a získal mistrovství NDR. Za tělovýchovnou práci se mu dostalo četných uznání.